# ساتوشی ناگانو
ساتوشی ناگانو (انگلیسی: Satoshi Nagano؛ زادهٔ ۲ اوت ۱۹۸۲) بازیکن فوتبال اهل ژاپن است.
از باشگاه‌هایی که در آن بازی کرده‌است می‌توان به باشگاه فوتبال آویسپا فوکوئوکا و باشگاه فوتبال توکیو وردی اشاره کرد.